# 相模三川公園

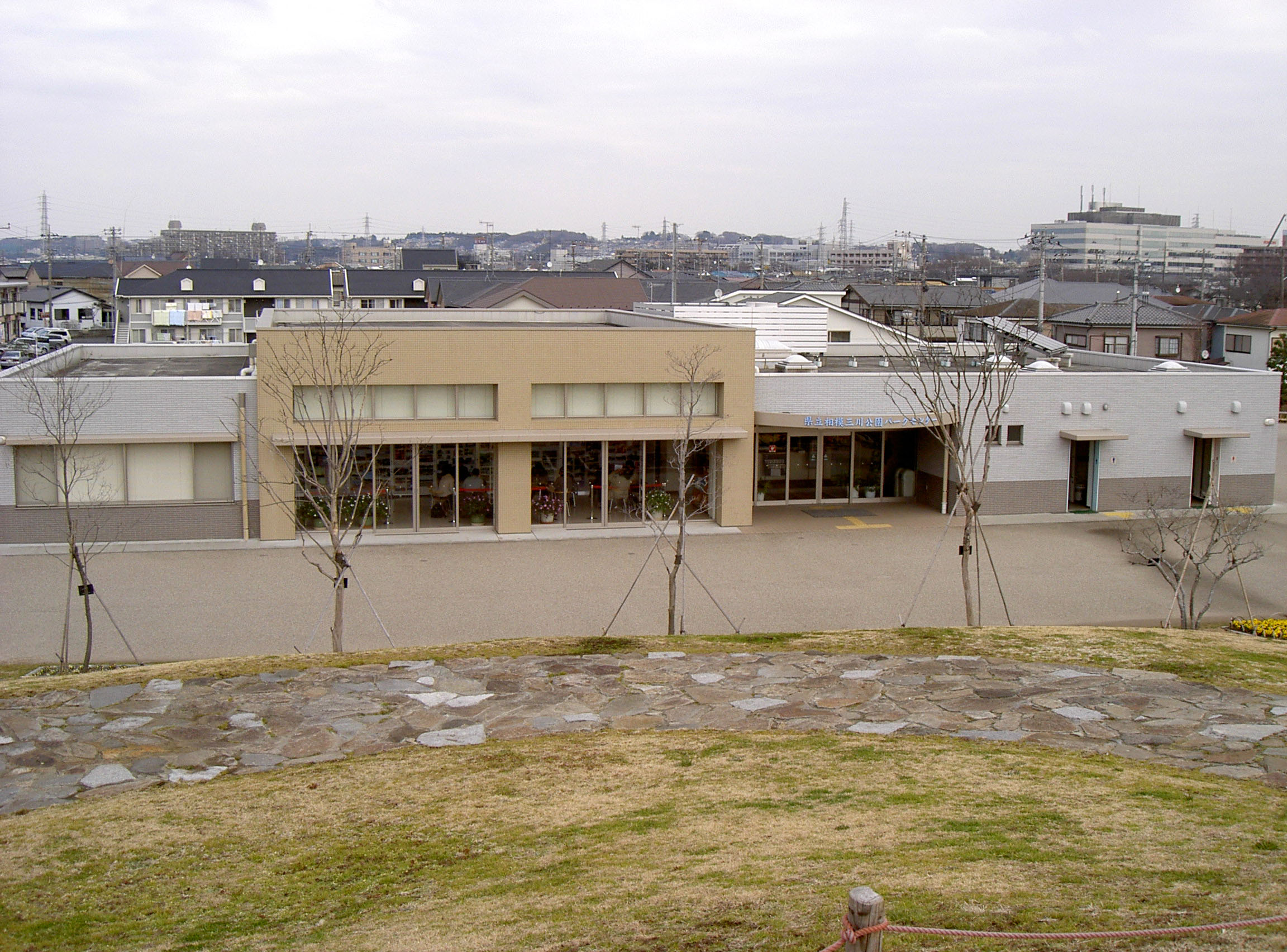
パークセンター

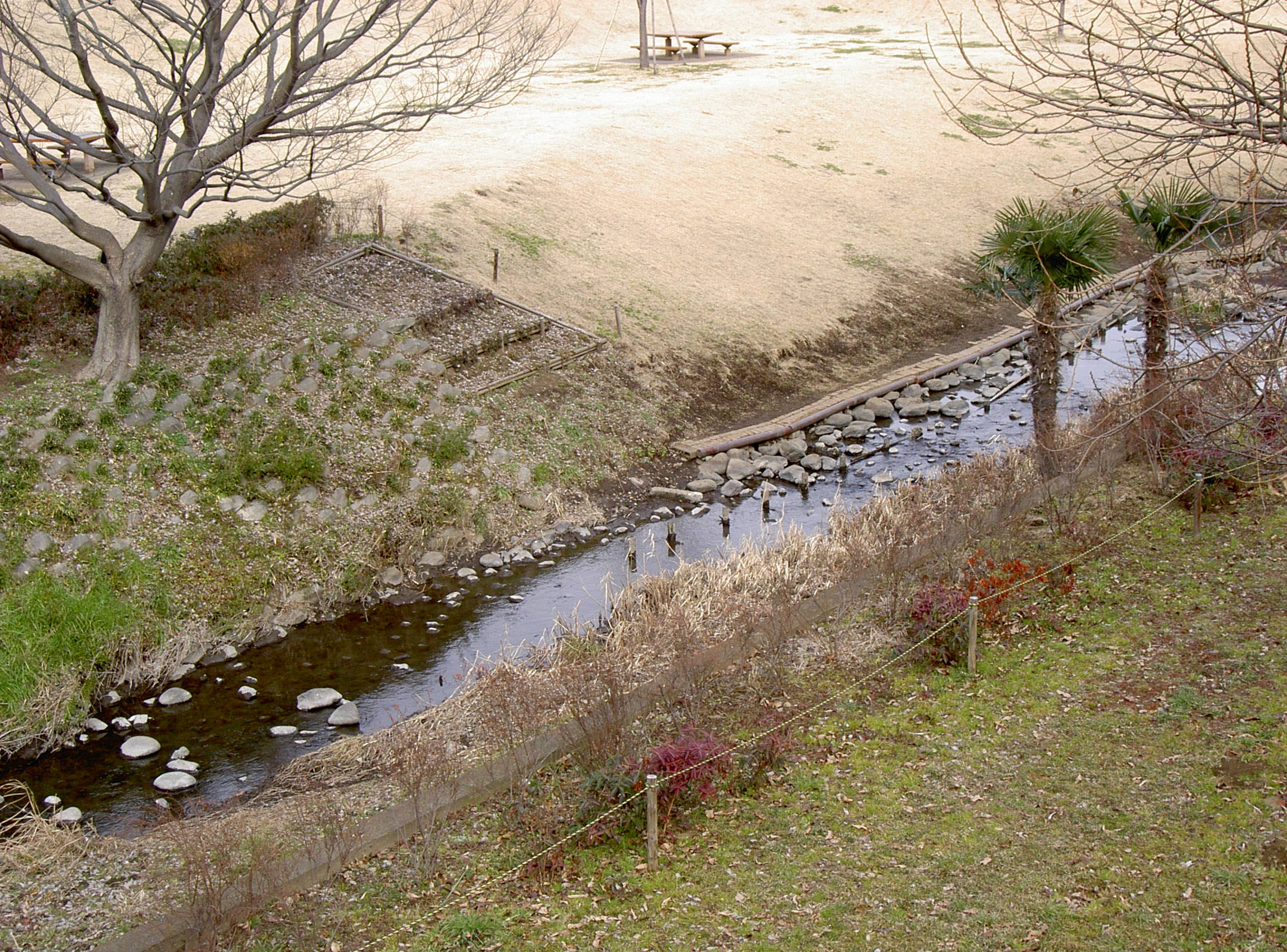
敷地内を流れる鳩川

神奈川県立相模三川公園（かながわけんりつさがみさんせんこうえん）は、神奈川県海老名市上郷にある都市公園（都市緑地）。

## 概要
相模川とその支流である中津川・小鮎川の合流地点付近の河川敷に設置された河川公園であり、名称の「三川」はこれら3つの川を指す。また、園内を相模川の支流である鳩川が通過し、川沿いには遊歩道が整備されている。
桜並木と「夕焼けの丘」と呼ばれる小高い丘の芝桜が有名である。

## 主な施設
- パークセンター - 管理事務所を含む施設。
- 軟式野球場
- ソフトボール場 - 少年野球場を兼ねる。
- 多目的グラウンド
- 夕焼けの丘 - 芝生広場。
- 大型遊具
- ふれあい広場 - 多目的広場。

## 所在地
神奈川県海老名市上郷2丁目1-1
- 北緯35度27分28.5秒 東経139度22分52.5秒 / 北緯35.457917度 東経139.381250度
- 座間［南西］ - 地理院地図
- 相模三川公園 - Google マップ

## 歴史
- 2004年3月27日 - 開園。
- 2007年4月1日 - 拡張。

## アクセス
- 小田急小田原線・相鉄本線・JR相模線海老名駅から徒歩約20分